# Solange Mabignath
Solange Mabignath, née le 23 mars 1958 à Franceville (Gabon), est une femme politique gabonaise.

## Biographie
Elle est la fille de  Georges Mabignath (enseignant puis maire du 3e arrondissement de Libreville) et de Marie-Antoinette Mabignath, née Joumas (enseignante). Elle est diplômée de l'École Nationale d'Administration (ENA), section diplomatie  major de sa promotion.

## Carrière
Après la réélection du président Omar Bongo en 2005, elle intègre le gouvernement Jean Eyeghe Ndong Ι en qualité de ministre déléguée auprès du ministre de l'Éducation Nationale, chargée de l'Enseignement primaire. Elle occupe cette fonction jusqu'en 2008, date à laquelle, à la suite d'un remaniement gouvernemental, elle est nommée aux fonctions de ministre déléguée auprès du ministre des Finances, chargée de la privatisation. 
Le Gabon connaît par la suite, après le décès du président Bongo en 2009, une période de transition dirigée par Rose Francine Rogombé qui nomme Paul Biyoghe Mba à la tête d'un gouvernement de transition. Solange Mabignath y est reconduite aux mêmes fonctions jusqu'en 2009, après l'investiture d'Ali Bongo comme président de la République gabonaise. Elle est nommée à la fonction de Présidente de la Haute Autorité de Sûreté et de Facilitation de l'Aéroport International Léon Mba (HASF).
Solange Mabignath a eu par ailleurs une carrière diplomatique dans les années 1990. Auprès de la Chancellerie Haute Représentation de la République Gabonaise en France,  de la Francophonie et de l'Unesco comme premier conseiller et vice-consul entre autres.
Elle a également été conseillère spéciale puis conseillère personnelle au cabinet civil de l'ancien locataire du Palais  du bord de mer à Libreville, plusieurs années durant. Elle est aussi membre du Conseil Économique et Social (CES) à la même période.
Membre du Parti Démocratique Gabonais, elle a été membre du bureau politique et conseillère municipale de Franceville.

## Vie personnelle
Chrétienne affirmée, elle est présidente exécutive de la Fondation Albertine Amissa Bongo Ondimba (FAABO) et de Global Business Roundtable Gabon (GBR).
Solange Mabignath est mère de quatre enfants.